# Cerithiovermetus
Cerithiovermetus là một chi ốc biển, là động vật thân mềm chân bụng sống ở biển trong họ Vermetidae.

## Các loài
Các loài trong chi Cerithiovermetus gồm có:
- Cerithiovermetus aqabensis Bandel, 2006[2]
- Cerithiovermetus vinxi Bandel, 2006[3]